# 穴水郵便局
穴水郵便局（あなみずゆうびんきょく）は、石川県鳳珠郡穴水町にある郵便局。民営化前の分類では集配特定郵便局であった。

## 概要
民営化直前の、集配業務再編において、多くの集配特定郵便局は配達センターとなったが、当局は地域郵便輸送の拠点として統括センターとされたため、民営化に際し郵便事業株式会社の支店が併設されていた。
旧局舎は2024年（令和6年）1月1日の能登半島地震で被災し使用停止となった。その後、2025年（令和7年）8月12日に国道249号沿いの石川県鳳珠郡穴水町大町い－9に本移転した。

### 住所
- 住所：石川県鳳珠郡穴水町大町い－9[1]

## 沿革
- 1872年8月4日（明治5年7月1日） - 穴水郵便取扱所として開設[3]。
- 1875年（明治8年）1月1日 - 穴水郵便局（五等）となる。
- 1885年（明治18年）10月1日 - 貯金取扱を開始。
- 1888年（明治21年）5月16日 - 為替取扱を開始。
- 1897年（明治30年）2月21日 - 穴水郵便電信局となる。
- 1903年（明治36年）4月1日 - 通信官署官制の施行に伴い穴水郵便局となる。
- 1967年（昭和42年）7月29日 - 電話通話交換、和文電報受付・配達、欧文電報受付・配達、国際電報受付・配達の各業務を穴水電報電話局に移管[4]。
- 1967年（昭和42年）9月7日 - 特定郵便局から普通郵便局に局種別改定。
- 1969年（昭和44年）10月27日 - 和文電報受付事務および電話通話事務を開始。
- 1984年（昭和59年）10月22日 - 中居郵便局[5]から集配業務を移管。
- 1995年（平成7年）7月2日 - 普通郵便局から特定郵便局に局種別改定。
- 2006年（平成18年）10月10日 - 諸橋郵便局から「927-02xx」区域の集配業務を移管[6]。
- 2007年（平成19年）10月1日 - 民営化に伴い、併設された郵便事業穴水支店に一部業務を移管。
- 2010年（平成22年）3月23日 - 門前集配センターおよび町野集配センターの統括を、郵便事業穴水支店から輪島支店に移管。
- 2012年（平成24年）10月1日 - 日本郵便株式会社発足に伴い、郵便事業穴水支店を穴水郵便局に統合。
- 2024年（令和6年）1月1日 - 局舎が能登半島地震で被災し使用停止となる[2]（後述）。
- 2025年（令和7年）8月12日 - 石川県鳳珠郡穴水町大町い－9に本移転[1]。

## 取扱内容
- 郵便、印紙、ゆうパック、内容証明
- 貯金、為替、振替、振込、国際送金、国債、投資信託
- 生命保険、バイク自賠責保険
- ゆうちょ銀行ATM（管轄はゆうちょ銀行金沢支店）
- 「927-00xx」「927-02xx」区域（鳳珠郡穴水町の全域）の集配業務
- ゆうゆう窓口

## 周辺
- 穴水町役場
- 穴水町立穴水小学校
- 穴水大宮
- 国道249号

## 能登半島地震による被災

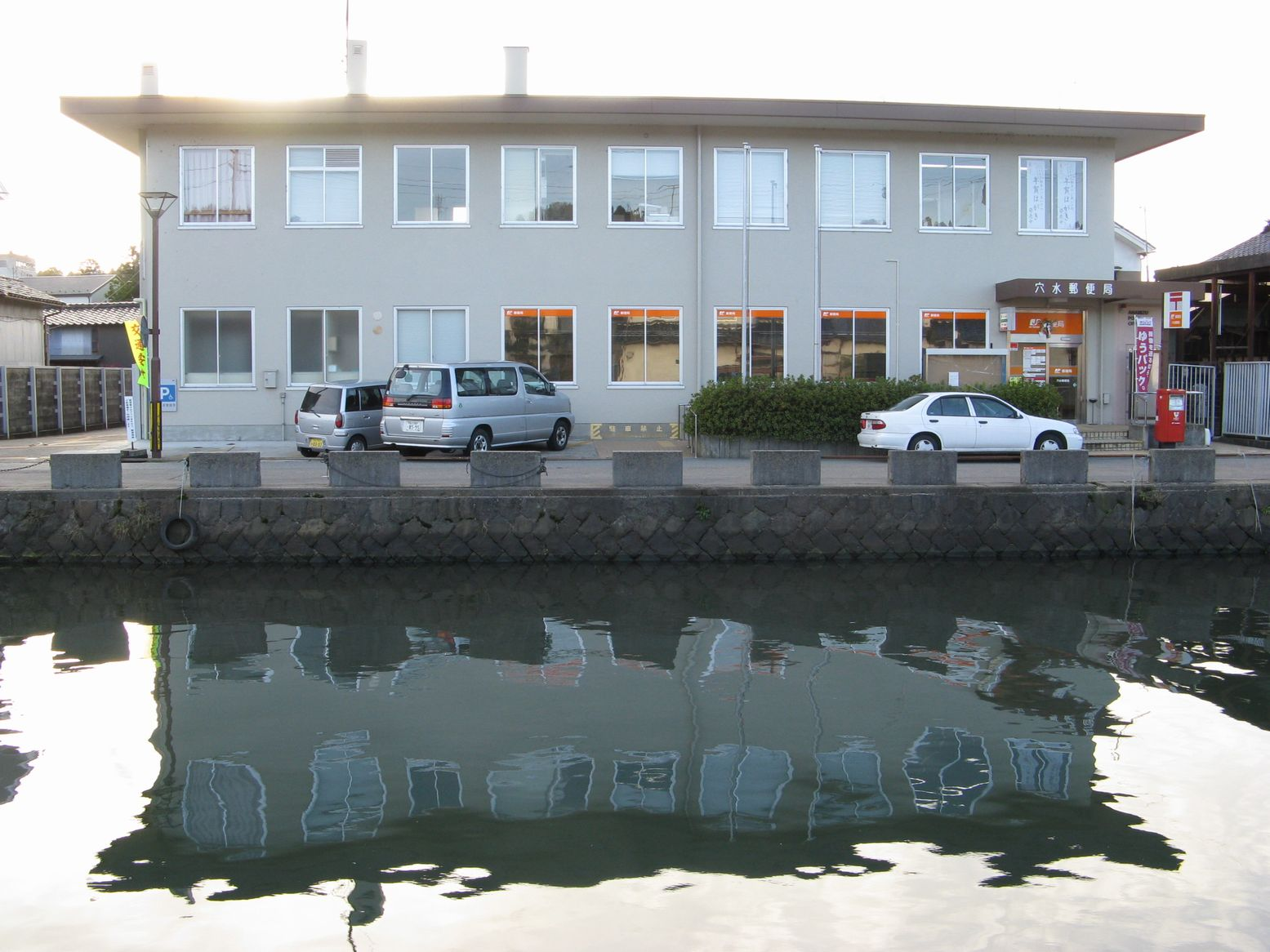
穴水郵便局（移転前）

旧局舎は2024年（令和6年）1月1日の能登半島地震で被災し使用停止となった。
- 2024年（令和6年）
  - 1月19日 - 能登半島地震に伴い、営業を休止している本郵便局の荷物引渡し拠点として、ヤマト運輸能登営業所内に乙ケ崎分室を開設[7][8]。
  - 3月 - 穴水町比良に仮の作業所を設置[2]。
  - 9月 - 穴水町川島に窓口業務を行う仮局舎を設置[2]。
- 2025年（令和7年）8月12日 - 石川県鳳珠郡穴水町大町い－9に本移転[1]。